# ميخائيل ر. غيبونز
ميخائيل ر. غيبونز (بالإنجليزية: Michael R. Gibbons)‏ هو سياسي أمريكي، ولد في 24 مارس 1959 في كيركوود في الولايات المتحدة. حزبياً، نشط في الحزب الجمهوري. وقد انتخب عضو مجلس نواب ولاية ميسوري.